# Ali G Indahouse
Ali G Indahouse je britská komedie z roku 2002, kterou napsali Sacha Baron Cohen a Dan Mazer, režíroval ji Mark Mylod. Ve filmu Sacha Baron Cohen ztvárnil postavu Aliho G, kterou původně hrál v komediálních seriálech The 11 O'Clock Show a Da Ali G Show na stanici Channel 4. Jedná se o první ze čtyř filmů založených na Baron Cohenových postavách z Da Ali G Show, po nichž následovaly filmy Borat (2006), Brüno (2009) a Borat Subsequent Moviefilm (2020). Jako jediný z těchto filmů se skládá výhradně z fiktivního příběhu bez prvků mockumentu.

## Obsazení
| Sacha Baron Cohen | Ali G                             |
| Michael Gambon    | premiér                           |
| Charles Dance     | místopředseda vlády David Carlton |
| Kellie Bright     | Julie                             |
| Martin Freeman    | Richard “Ricky C” Cunningham      |
| Rhona Mitra       | Kate Hedges                       |
| Barbara New       | Ali's Nan                         |
| Ray Panthaki      | Hassan B                          |
| Emilio Rivera     | Rico                              |
| Paul Clayton      | Alan Swan Lake                    |
| Olegar Fedoro     | ruský ministr                     |
| Tony Way          | Dave                              |
| Eileen Essell     | paní Hughová                      |
| Daniella Lavender | Maid                              |
| Capri Ashby       | zdravotní sestra Nina             |
| John Scott Martin | pan Johnson                       |
| Graham McTavish   | celní úředník                     |
| Naomi Campbell    | osobně                            |
| Nabil Elouahabi   | Jezzy F                           |
| Bruce Jamieson    | žurnalista                        |
| Anna Keaveney     | sekretářka                        |
| Rudolph Walker    | prezident Mwepu                   |

## Produkce
Úvodní snová sekvence se natáčela v Los Angeles, všechny ostatní scény se natáčely v Manchesteru, Londýně a Staines. Natáčení probíhalo také na radnici v Manchesteru. 

## Vydání
Film měl premiéru 22. března 2002 ve Velké Británii a v různých dalších zemích byl uveden po zbytek roku 2002 a v polovině roku 2003. Ve Spojených státech měl film omezenou premiéru v kinech, 5. září 2003 byl uveden na několika plátnech v Austinu v Texasu, ale společnost Universal neoznámila výdělky v amerických pokladnách.

### Tržby
Film vydělal celkem 17,2 milionu liber při rozpočtu 5 milionů liber.

## Hudba
Dne 18. března 2002 vyšlo k filmu album se soundtrackem. Obsahovalo hudbu použitou ve filmu, ale také související audia Aliho G.